# Cicinnurus
Cicinnurus – rodzaj ptaków z rodziny cudowronek (Paradisaeidae).

## Zasięg występowania
Rodzaj obejmuje gatunki występujące na Nowej Gwinei i wyspach położonych na zachód od niej.

## Morfologia
Długość ciała samców 16–19 cm (bez centralnych sterówek o długości 23–31 cm), samic 16–19 cm; masa ciała samców 43–119 g, samic 38–60 g.

## Systematyka

### Etymologia
- Manucodiata: nazwa Manucodiata, którą francuski przyrodnik Mathurin Brisson w 1760 roku przydzielił grupie cudowronek, bazując na jawajskim słowie Manu ko dewata „ptaki bogów”[15]. Typ nomenklatoryczny: Paradisaea regia Linnaeus, 1758.
- Manucodus: nazwa opiera się na „Manucode” zaadaptowanej przez Buffona w latach 1770–1783[16].
- Cicinnurus (Cincinnurus, Circinurus, Circinnurus, Cicinurus): κικιννος kikinnos „kędzior, zwinięty kosmyk włosów”; ουρα oura „ogon”[17].
- Diphyllodes (Diphillodes): gr. δι- di- „podwójny”, od δις dis „dwukrotny”, od δυο duo „dwa”; φυλλον phullon „liść”; -οιδης -oidēs „przypominający”[18]. Typ nomenklatoryczny: Diphyllodes seleucides Lesson, 1834 (= Paradisea magnifica J.R. Forster, 1781).
- Cricocercus (Oricocercus): gr. κρικος krikos „pierścień, okrąg”; κερκος kerkos „ogon”[19]. Typ nomenklatoryczny: Paradisea magnifica J.R. Forster, 1781.
- Schlegelia: Hermann Schlegel (1804–1884), niemiecki ornitolog, przyjął obywatelstwo holenderskie w 1853 roku[20]. Typ nomenklatoryczny: Schlegelia calva Bernstein, 1864 (= Paradisea wilsonii Cassin, 1850 (= Lophorina respublica Bonaparte, 1850)).

### Podział systematyczny
Do rodzaju należą następujące gatunki:
- Cicinnurus regius (Linnaeus, 1758) – latawiec królewski
- Cicinnurus magnificus (J.R. Forster, 1781) – latawiec złotogrzbiety
- Cicinnurus respublicus (Bonaparte, 1850) – latawiec krasnogrzbiety